# Новосёловка (Херсонская область)
Новосёловка (укр. Новоселівка) — посёлок в Долматовской сельской общине Скадовского района Херсонской области Украины.
Почтовый индекс — 75663. Телефонный код — 5539. Код КОАТУУ — 6522382504.

## Население
Население по переписи 2001 года составляло 35 человек.

### Языковой состав
Родной язык населения по данным переписи 2001 года:
| Язык       | Численность, чел. | Доля     |
| ---------- | ----------------- | -------- |
| Украинский | 29                | 82,86 %  |
| Русский    | 5                 | 14,29 %  |
| Другое     | 1                 | 2,85 %   |
| Итого      | 35                | 100,00 % |

## Местный совет
75663, Херсонская обл., Голопристанский р-н, с. Доброполье, ул. Пионерская, 32